# Manduca brevimargo
Manduca brevimargo är en fjärilsart som beskrevs av Butler 1875. Manduca brevimargo ingår i släktet Manduca och familjen svärmare. Inga underarter finns listade i Catalogue of Life.